# 골지체

골지체의 구조.
1. 시스터나
2. 내강
3. 내부로 향하는 소포
4. 형성면 (cis)
5. 성숙면 (trans)
6. 외부로 향하는 소포

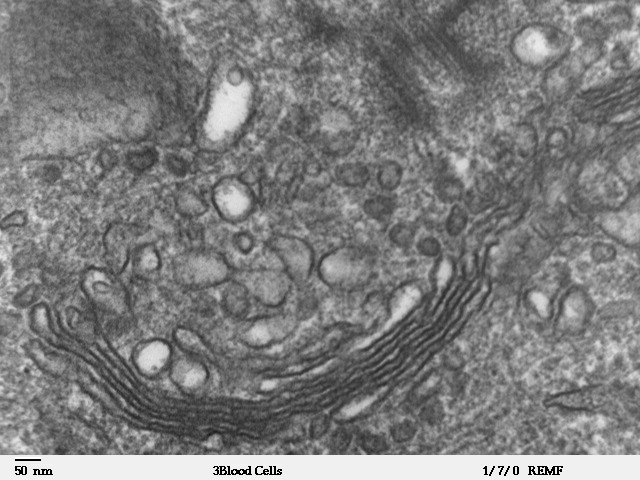
골지체의 현미경사진, 아래쪽 반고리모양의 다발이 골지체이고 골지체 근처에 여러 개의 액포가 보인다.

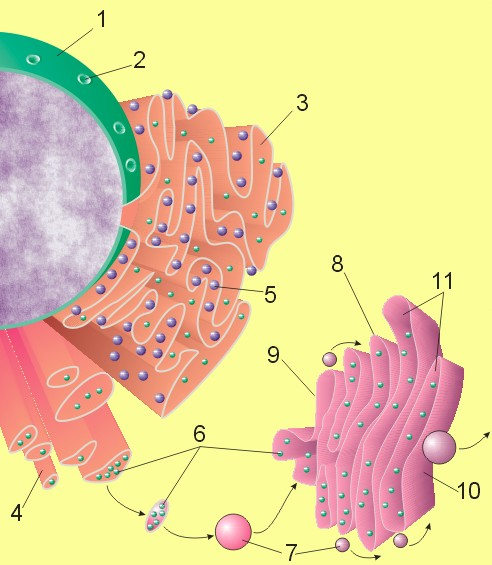
소포체(자홍색)에서 골지체(분홍)로 분비 과정 모식도. 각 부위 명칭을 보려면 그림을 누르세요.

골지체(영어: Golgi apparatus)는 세포생물학에서 식물, 동물, 균류 등 대부분의 진핵세포에서 발견되는 세포소기관이다. 1898년에 처음으로 발견한 이탈리아 해부학자 카밀로 골지(Camillo Golgi)의 이름을 따서 명명되었다. 세포막, 리소좀, 리보솜, 엔도솜으로 향할 단백질을 처리하며, 소포에 정렬하는 기능을 한다. 즉, 세포의 중추 전달 체계이다.
조면소포체를 떠나는 대부분의 전송 소포는 골지체로 전달 되어서 변성된 뒤 최종 목적지로 향한다. 골지체는 대부분의 진핵세포에 존재하지만, 분비될 물질이 많은 곳에서 더 발달되어 있다. 예를 들어, 우리 신체의 면역체계에서 항체 분비 세포 가운데 하나인 플라즈마 세포는 다량의 골지체를 지닌다.

## 기능
골지체는 세포에서 이른바 우체국의 역할을 수행한다. 소포체로부터 합성된 지질 및 단백질 등을 받아들이고, 또한 적절한 위치로 내보내는 역할을 수행하는 것이다.
소포체로부터 나온 소포는 골지체의 형성면(cis face)과 융합하여, 소포 내부의 단백질을 골지체 내부로 전달한다. 단백질은 이후 성숙면(trans face)으로 보내지는 과정에서 변형된다. 변형이란 글리코실화나 인산화 등을 의미한다. 또한 골지체는 단백질에 최종 목적지를 나타내는 분자 순서를 붙이기도 한다. 예를 들어, 만노스 6-인산 표식이 붙어있는 단백질은 리소좀으로 보내진다.
골지체 내부에서의 전달 방식은 아직 명확하지 않다. 몇 가지 가설 중 하나는, 골지체 스스로가 움직이여 물질을 전달한다는 것이다. 즉 형성면에서 새로운 낭이 형성되어 이것이 성숙면으로 움직이고 그곳에서 파괴되는 것이다. 또 하나의 방식은 소포가 움직이는 것으로, 낭 자체는 변하지 않은 채, 소포에 싸여 단백질이 낭 사이로 운반되는 것이다. 또한 낭이 서로 연결되어 있고, 확산에 의해 골지체 내부에서 분자가 이동하는 것이 아닐까 하는 학설도 존재한다.
어떠한 방식으로든, 일단 단백질이 성숙면에 도달하면 소포에 싸여 최종 목적지로 향한다. 소포의 형성은 단백질의 형태 및 단백질에 기술된 목적지의 표식에 따라 달라진다
골지체의 이러한 단백질 변형 및 수송 기능의 예는 세포막에서 사용되는 당단백질의 변형이다. 소포체로부터 나온 소포는 단순히 글리코실화 된 단백질을 지니고 있을 뿐이다. 골지체는 이 단백질에 탄수화물을 더하고 없애고 하면서 단백질 상에 다양한 탄수화물 구조체를 형성한다. 소포는 이렇게 형성된 단백질을 세포막으로 옮겨서 세포 밖으로 방출한 뒤에 세포막과 융합한다.
골지체는 단백질 변형 뿐만 아니라 지질의 세포내 수송에도 관여하며, 또한 리소좀 및 소화에 관여하는 세포소기관을 만드는 데도 도움을 준다.